# August Wolf (Widerstandskämpfer)
August Wolf (*  25. Mai 1889 in Harzgerode; † 8. März 1945 ebenda) war ein deutscher Drucker und sozialdemokratischer Widerstandskämpfer. Er starb 1945 unter der  NS-Diktatur im Gefängnis von Harzgerode unter ungeklärten Umständen.
August Wolf war seit 1921 SPD-Parteimitglied. Er arbeitete in den 1930er Jahren als Buchdrucker in der Pulvermühle Silberhütte. 1933 begann er seine illegale Parteiarbeit und gründete zusammen mit seinen Kollegen Hermann Briedenhahn (Lackierer), Willi Rasthorn (Monteur) und Otto Trenkel (Küchenmeister) im Jahr 1943 die Widerstandsgruppe Waldemar. Die Gruppe druckte in der Silberhütte Flugblätter (etwa:„Nieder mit Hitler“) und unterhielt Kontakte zu den rund 300 sowjetischen und jugoslawischen Zwangsarbeitern in der Silberhütte sowie zu anderen Kriegsgefangenen. Für diese druckte Wolf in der Silberhütte gefälschte Essensmarken (die Sterblichkeitsrate bei sowjetischen Kriegsgefangenen betrug damals 60 %). Mit der Verteilung der ersten Flugblätter begann bei der Harzgeroder Gestapo-Außenstelle die Suche und Verfolgung der Widerstandsgruppe, die bis in den März 1945 erfolglos blieb. Erst am  7. März 1945 erfolgte die Verhaftung der Gruppenmitglieder. Wolf wurde in das kleine Gefängnis hinter dem Gerichtsgebäude am Harzgeroder Marktplatz verbracht, wo ihn seine Frau Elise am Abend noch besuchte. Am Morgen des 8. März 1945 wurde August Wolf dort laut Aussage von Zeitzeugen von einem Dorfpolizisten tot aufgefunden (andere Quellen geben als Todeszeitpunkt den 8. März 21:00 Uhr an). Die anderen Gruppenmitglieder überlebten das Nazi-Regime. In der DDR-Zeit galt August Wolf als ermordeter Widerstandskämpfer. Im Ort Harzgerode wurde vielfach gemutmaßt, Wolf habe sich in seiner Zelle selbst getötet. Diese Vermutung wird gestützt durch die mündlichen Überlieferungen des Mitinhaftierten Hermann Briedenhahn als auch durch Aussagen von Wolfs Ehefrau Elise.
Nach der Wende forderten Bewohner von Harzgerode den „Schluß mit der Wolf-Lüge“. Kritisiert wurde eine staatlich organisierte Legendenbildung um die Todesursache von Wolf, unbestritten blieben jedoch die Verdienste von Wolf in seiner Rolle als Widerstandskämpfer. Von der städtischen Verwaltung wurde daraufhin das Denkmal entfernt, das nach 1945 in Andenken an Wolf in Harzgerode errichtet worden war. Auch erhielten die nach ihm benannten Straßen in Harzgerode (zuvor “Am Ehrenberg”, Wolf bewohnte das Haus Nummer 36) und Quedlinburg (zuvor “Heiligegeiststraße”) wieder ihre ursprünglichen Bezeichnungen.  Alle ehemals zu August Wolf vorhandenen Archivunterlagen im Stadtarchiv von Harzgerode sind abhandengekommen. Im Betrieb Silberhütte wurde nach dem Krieg ein Denkmal für August Wolf errichtet. Das Grab von August Wolf existierte noch bis in die 2000er Jahre auf dem Ortsfriedhof, heute ist es verfallen und der Grabstein versetzt. Die Historikerin Beatrix Herlemann stellte schon 1997 mit Bezug auf die zerstörte August-Wolf-Gedenkstätte fest, dass sich wohl langsam ein kritischer Bürgersinn entwickle und eine baldige Rekonstruktion wünschenswert wäre. In Ballenstedt befindet sich heute eine Gedenktafel „Den Opfern des Faschismus zum Gedenken“ mit der Namensnennung von August Wolf.